# Хоупвел (Вирџинија)
Хоупвел (Вирџинија) (енгл. Hopewell) град је у америчкој савезној држави Вирџинија. По попису становништва из 2010. у њему је живело 22.591 становника.

## Демографија
Према попису становништва из 2010. у граду је живело 22.591 становника, што је 237 (1,1%) становника више него 2000. године.
| Група             | 2000.          | 2010.          |
| Белци             | 13.655 (61,1%) | 12.005 (53,1%) |
| Афроамериканци    | 7.484 (33,5%)  | 8.367 (37,0%)  |
| Азијати           | 180 (0,8%)     | 181 (0,8%)     |
| Хиспаноамериканци | 651 (2,9%)     | 1.480 (6,6%)   |
| Укупно            | 22.354         | 22.591         |